# Сарафян, Кэтрин
Кэтрин Сарафян (англ. Katherine Sarafian) — американский продюсер армянского происхождения в Пиксар. Продюсировала в 2007 году короткометражный фильм «Похищение». Также работала над некоторыми другими проектами студии Pixar. Она работала над выпуском полнометражного фильма «Храбрая сердцем».

## Биография
Кэтрин Сарафян, средняя из трёх детей, была воспитана в армянской семье в Сан-Леандро, штат Калифорния, матерью Элис Измирян, активно занимающейся гражданскими делами Сан-Леандро и отцом Ричардом Сарафяном-младшим, пастором армянской церкви Святого Вартана в Окленде, который умер в 2009 году. Армянское наследие и религиозное воспитание Сарафян, благодаря тому, что её отец был пастором, оказали на неё существенное влияние.
Является членом консультативного совета центра креативных технологий «Тумо».

## Карьера
Кэтрин продюсировала короткометражный фильм Pixar 2006 года «Похищение» и известный мультфильм 2012 года «Храбрая сердцем», за который она была номинирована на Премию Гильдии продюсеров США за выдающегося продюсера анимационного театрального фильма.
13 января 2013 года на церемонии вручения премии «Золотой глобус» вместе с режиссёром мультфильма «Храбрая сердцем» Марком Эндрюсом получила награду за Лучший анимационный полнометражный фильм.
24 февраля 2013 года «Храбрая сердцем» получил Оскар за Лучший анимационный полнометражный фильм.

## Личная жизнь
Кэтрин Марианна Сарафян живёт в Окленде со своим мужем, специалистом по визуальным эффектам Мехером Гурджияном, чьи работы есть в серии фильмов «Гарри Поттер». Она родила двух сыновей в течение шести лет брака.

## Награды
- 2013 Золотой глобус, Лучший анимационный полнометражный фильм за мультфильм «Храбрая сердцем»
- 2013 85-я премия «Оскар», Лучший анимационный полнометражный фильм за мультфильм «Храбрая сердцем»

## Фильмография
| Год  |    | Русское название    | Оригинальное название | Роль                                  |
| ---- | -- | ------------------- | --------------------- | ------------------------------------- |
| 1995 | мф | История игрушек     | Toy Story             | Координатор производственных графиков |
| 1998 | мф | Приключения Флика   | A Bug's Life          | Менеджер художественного департамента |
| 1999 | мф | История игрушек 2   | Toy Story 2           | Креативные технологии, маркетинг      |
| 2001 | мф | Корпорация монстров | Monsters, Inc.        | Производственный директор             |
| 2004 | мф | Суперсемейка        | The Incredibles       | Производственный менеджер             |
| 2006 | мф | Похищение           | Lifted                | Продюсер                              |
| 2012 | мф | Храбрая сердцем     | Brave                 | Продюсер                              |